# Sagalassa apiscota
Sagalassa apiscota is een vlinder uit de familie Brachodidae. De wetenschappelijke naam van de soort is voor het eerst geldig gepubliceerd in 1903 door Oswald Beltram Lower.